# Craig Ziadie
Craig Ziadie (Pembroke Pines, 20 settembre 1978) è un ex calciatore statunitense naturalizzato giamaicano, di ruolo difensore.